# Fletxa Valona 1949
La Fletxa Valona 1949 fou la 13a edició de la cursa ciclista Fletxa Valona. Es disputà el 13 d'abril de 1949, entre Charleroi i Lieja, sobre un recorregut de 231 kilòmetres. El vencedor fou el belga Rik van Steenbergen (Mercier-Hutchinson), que s'imposà a l'esprint als seus quatre companys d'escapada en l'arribada a Lieja. El també belga Edward Peeters (Garin-Wolber) i l'italià Fausto Coppi (Bianchi-Ursus) completaren el podi.

## Classificació final
|    | Ciclista                  | Equip              | Temps      |
| -- | ------------------------- | ------------------ | ---------- |
| 1  | Rik van Steenbergen (BEL) | Mercier-Hutchinson | 6h 20' 34" |
| 2  | Edward Peeters (BEL)      | Garin-Wolber       | m. t.      |
| 3  | Fausto Coppi (ITA)        | Bianchi-Ursus      | m. t.      |
| 4  | Pino Cerami (BEL)         | Peugeot            | m. t.      |
| 5  | Marcel Demulder (BEL)     | Alcyon-Dunlop      | m. t.      |
| 6  | Roger Gyselinck (BEL)     | Groene Leeuw       | + 41"      |
| 7  | Louis Caput (FRA)         | Olympia            | + 3' 11"   |
| 8  | Maurice Mollin (BEL)      | Mercier-Hutchinson | + 3' 11"   |
| 9  | Louison Bobet (FRA)       | Stella-Dunlop      | + 3' 11"   |
| 10 | Joseph Verhaert (BEL)     | Mercier-Hutchinson | + 3' 11"   |